# بعد سقوطنا
بعد سقوطنا (بالإنجليزية: After We Fell)‏ هو فيلم دراما رومانسي من إخراج كاستيل لاندون وبطولة جوزفين لانجفورد، هيرو فينيس تيفين، لويز لومبارد، روب إستيس وأرييل كيبيل، صدر الفيلم في الولايات المتحدة في 30 سبتمبر 2021.

## روابط خارجية
- بعد سقوطنا على موقع IMDb (الإنجليزية)
- بعد سقوطنا على موقع روتن توميتوز (الإنجليزية)
- بعد سقوطنا على موقع نتفليكس (الإنجليزية)
- بعد سقوطنا على موقع ألو سيني (الفرنسية)
- بعد سقوطنا على موقع فيلمافينيتي (الإسبانية)
- بعد سقوطنا على موقع قاعدة بيانات الأفلام السويدية (السويدية)
- بعد سقوطنا على موقع قاعدة بيانات الفيلم (الإنجليزية)
- بعد سقوطنا على موقع ليتربوكسد (الإنجليزية)
- بعد سقوطنا على موقع كينوبويسك (الروسية)